# وانگ لی (بازیکن بسکتبال)
وانگ لی (انگلیسی: Wang Lei؛ زادهٔ ۱۲ اوت ۱۹۸۶) بازیکن بسکتبال اهل چین است.
از باشگاه‌هایی که در آن بازی کرده‌است می‌توان به باشگاه بسکتبال بایی راکتس اشاره کرد.